# 本場所
本場所（ほんばしょ）は、公益財団法人日本相撲協会によって定期的に行われる大相撲の興行。力士にとっては技量審査の性質があり、本場所での結果に基づき番付の昇降や力士褒賞金の加算が行われる。本場所における取組は公式戦とされ、通算の成績などは本場所のものを採用している。

## 概要
1958年（昭和33年）以降は年6回の興行で固定されている（下表）。開催地下段の命名権名称は2025年（令和7年）時点のもの。
| 開催月 | 正式名称   | 通称            | 会場                                        | 開催地             | 初日                  | 定員              |
| ------ | ---------- | --------------- | ------------------------------------------- | ------------------ | --------------------- | ----------------- |
| 01月   | 一月場所   | 初場所          | 国技館                                      | 東京都墨田区       | 第1もしくは 第2日曜日 | 10816人（2016年） |
| 03月   | 三月場所   | 春場所 大阪場所 | 大阪府立体育会館 （エディオンアリーナ大阪） | 大阪府大阪市浪速区 | 第2もしくは 第3日曜日 | 7414人（2018年）  |
| 05月   | 五月場所   | 夏場所          | 国技館                                      | 東京都墨田区       | 第1もしくは 第2日曜日 |                   |
| 07月   | 七月場所   | 名古屋場所      | 愛知国際アリーナ （IGアリーナ）             | 愛知県名古屋市北区 | 第1もしくは 第2日曜日 | 約7800            |
| 09月   | 九月場所   | 秋場所          | 国技館                                      | 東京都墨田区       | 第1もしくは 第2日曜日 |                   |
| 11月   | 十一月場所 | 九州場所        | 福岡国際センター                            | 福岡県福岡市博多区 | 第1もしくは 第2日曜日 | 6976人（2022年）  |

東京の国技館で開催される一月場所（初場所）・五月場所（夏場所）・九月場所（秋場所）は総称して東京場所と呼ばれ、それ以外の場所で開催される三月場所（春場所・大阪場所）・七月場所（名古屋場所）・十一月場所（九州場所）は総称して地方場所と呼ばれる。
三月場所（大阪） と七月場所（名古屋） の会場では施設命名権が売却されており、主催者である日本相撲協会では上記のように施設命名権に基づく名称と正式名称を併記して使用し、番付表では施設命名権による名称を記している。一方、メディアでの施設名の扱いに関してはメディア並びに会場ごとに対応が分かれており、三月場所（大阪）については本場所のテレビ・ラジオ中継を行う日本放送協会 (NHK) が命名権を用いない「大阪府立体育会館」の呼称を使用し、新聞報道などでは報道機関により施設命名権による名称を使用する場合、正式名称を使用する場合、両名称を併記する場合 に分かれている。一方で、七月場所（名古屋）については2024年までの会場だった愛知県体育館（ドルフィンズアリーナ）については三月場所と同様の対応を取っていたのに対し、2025年からの会場についてはほぼすべてのメディアが命名権名称の「IGアリーナ」を用いている。

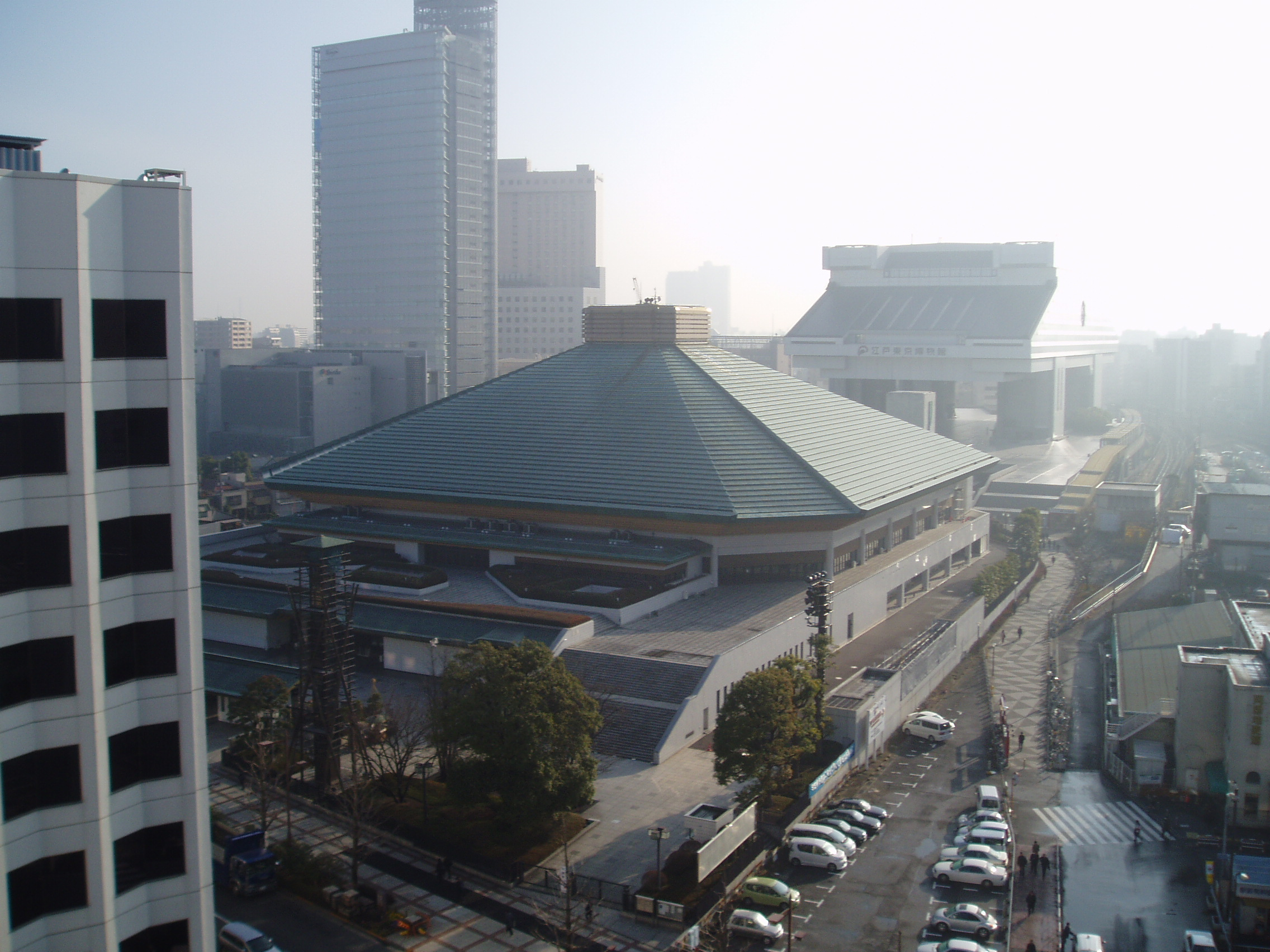
国技館
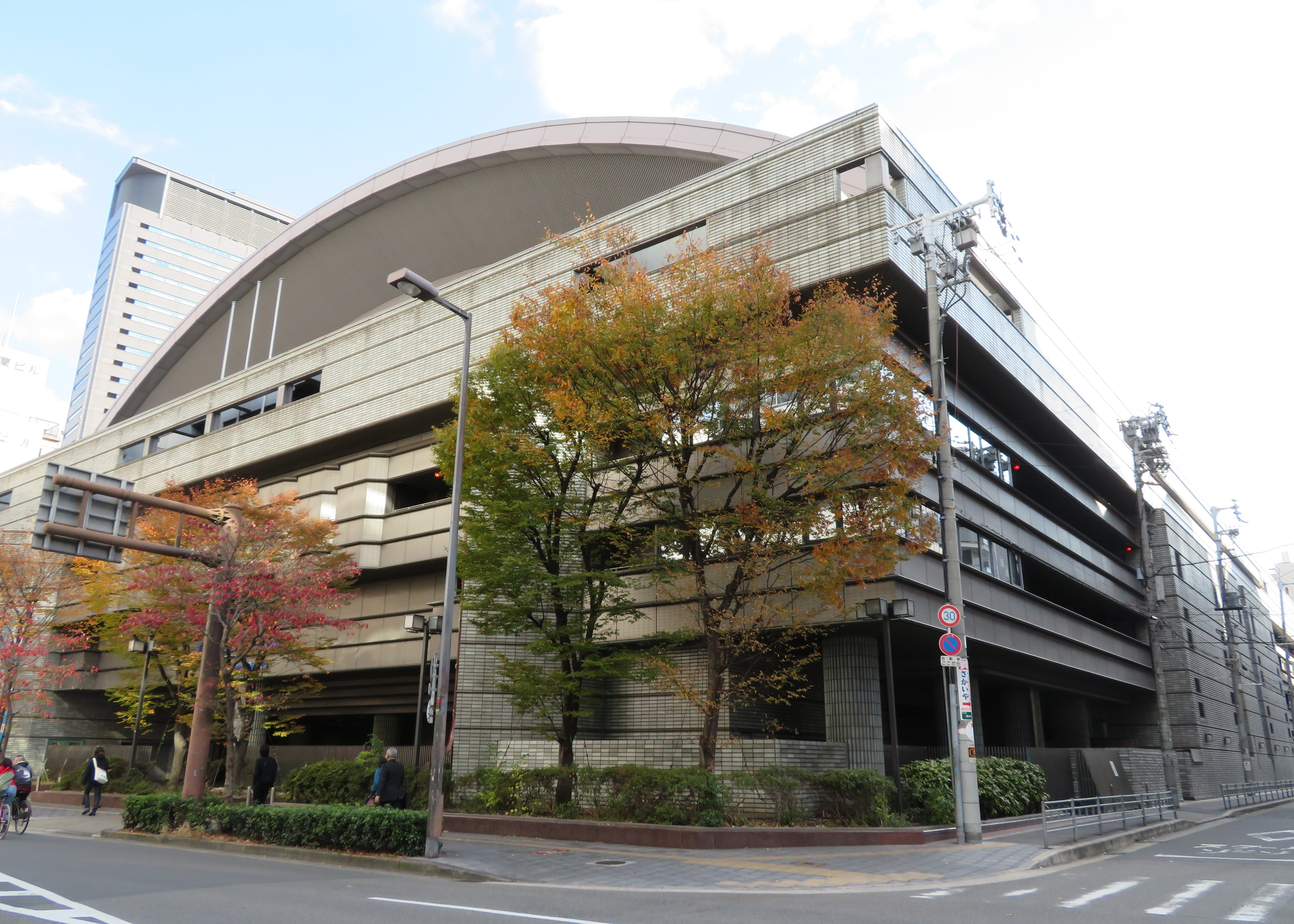
大阪府立体育会館
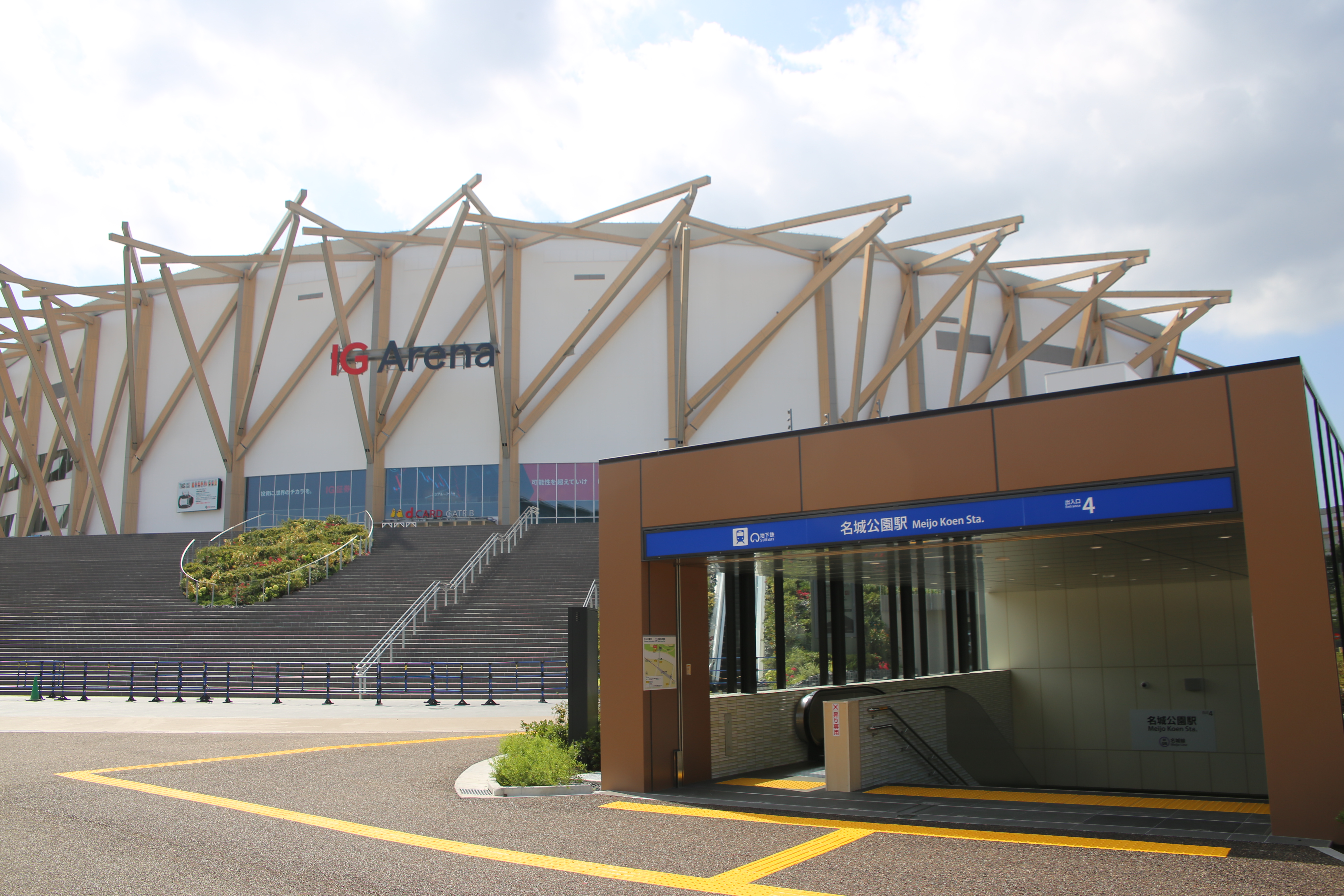
愛知国際アリーナ
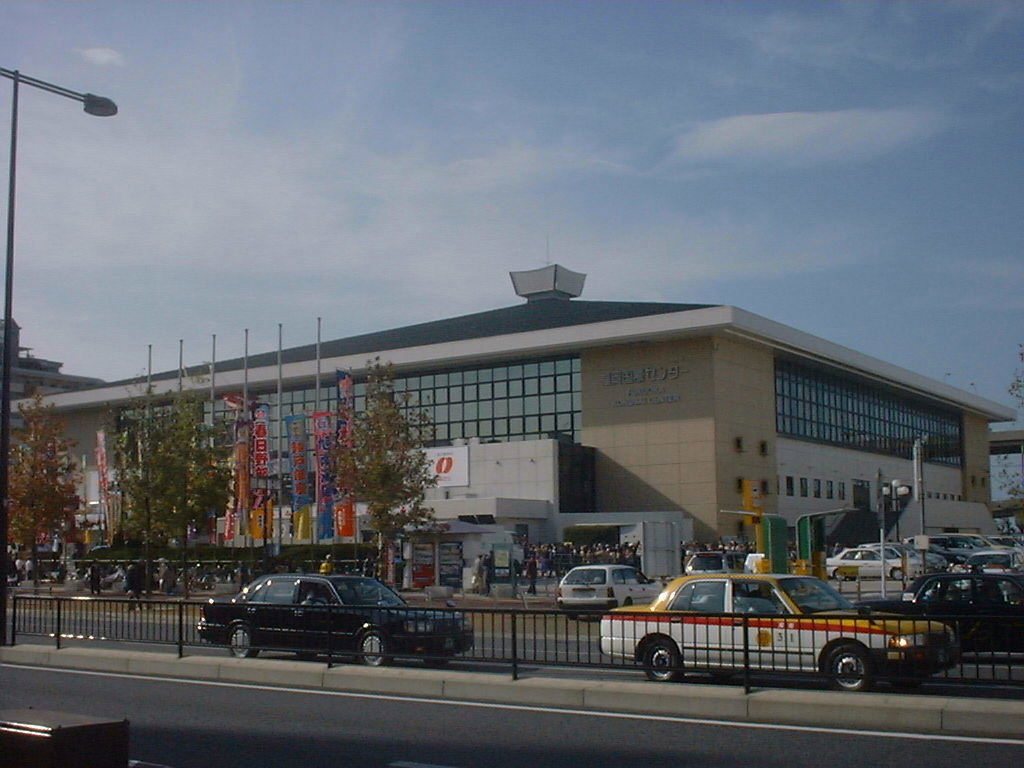
福岡国際センター

江戸時代には本場所は各地で個別に行われており、力士は場所を主催する勧進元と自身の抱え大名の都合がついた本場所に個別に参加していた。その中でも三都（江戸（江戸相撲、明治維新後は東京相撲）・京都（京都相撲）・大坂（大坂相撲））の相撲が特に盛んで、江戸で年2回、京都と大坂で年1回ずつ行われることが多かったが、天災や天候不順、不入りによる中止や打ち切りも頻発していた。江戸時代の川柳に「一年を二十日で暮らすいい男」というものがあるように、その当時は江戸の本場所が年に2回それぞれ10日のあわせて20日しかなかった。
明治時代になると各地の相撲集団は法人化して個別の力士を抱えるようになり、大正時代に入ると京都相撲は自然消滅し、その頃までにその他各地の相撲団体も消滅し、相撲集団は東京相撲と大坂相撲に収斂する形となった。その両集団は、それぞれ常設の国技館で年2回興行、さらに合同でも興行するようになったが、やがては東京相撲が大坂相撲を実力で圧倒するようになっていった。昭和時代になると、東京相撲が大坂相撲を吸収合併する形で、東西協会が合同して日本相撲協会となり、戦後には大阪・名古屋・福岡でそれぞれ興行を行うようになって現在に至る。
1場所は江戸時代から1909年（明治42年）1月場所までは晴天10日間興行だったが、6月場所からは晴雨にかかわらず10日興行となり、昭和戦前から終戦直後の11日や13日等の時期を経て（詳細は取組#概要を参照）、現在は15日間連続で行われる。1日目は「初日（しょにち）」、8日目は「中日（なかび）」、最終日にあたる15日目は「千秋楽（せんしゅうらく）」と呼ばれる。初日は1場所15日制になって以降、昭和天皇崩御に伴い1日延期された1989年一月場所を除き、日曜日に設定されている。原則として初日は第2日曜日だが、3月・5月・9月・11月場所では日曜日が5週ある時は第3週から始まることもある。7月場所は夏巡業の期間確保のため6月から行われていたこともあり、現在も第1週から始まることがある。
番付は各場所初日の約半月前に日本相撲協会より発表される。1970年頃に、年末年始を挟む一月場所を除いては初日の13日前の月曜日と定められた。ほかのスポーツ行事の少ない曜日を選んだということである。例外として一月場所の番付発表については、直前が年末年始の期間に当たるため近年は前年12月下旬頃に行われている。
本場所の土俵進行（土俵入りや力士呼び出しの順序）は奇数日目が東方から、偶数日目が西方からとなっている。

## 本場所の進行
本場所は毎日8:00頃、呼出が会場前に設営された高櫓から打ち出す寄せ太鼓で始まる。この後序ノ口から順番に番付下位から取組が始まるが、3日目（新弟子が多い3月場所は2日目から）から中盤にかけては、その前に前相撲が行われる。
序ノ口、序二段、三段目、幕下と取組が進み、幕下の取組が残り5番になった時点で十両力士の土俵入りが行われる。かつては十両土俵入りは幕下取組終了後に行われていたが、昭和40年代末のオイルショックの際に光熱費節減のため、土俵入り後の休憩時間省略を目的に時間が変更された。この時点で14:20頃になる。その後幕下の残りの取組（幕下上位五番）及び十両の取組に入るが、初日と千秋楽は十両残り3番を残して日本相撲協会理事長からの挨拶（協会御挨拶）が入る。
十両取組終了後の概ね15:50頃に幕内力士の土俵入り・横綱土俵入りが行われる。千秋楽では十両以下各段の優勝決定戦および優勝力士の表彰が行われる。土俵入り後は中入の休憩時間に入り、初日は賜杯・優勝旗返還式が行われる。また、1・5・9月場所初日では優勝額除幕式、1月場所初日では年間最優秀力士賞の表彰式も行われる。時間に余裕があるときは翌日の幕内取組を紹介する「顔触れ言上」が行われる。幕内取組が半分消化したところで勝負審判が交代するため小休止がある（17:00頃）。幕内取組終了後に弓取式が行われ打出となり、1日の興行はすべて終了となる。時刻はこの時点で大相撲中継終了の18:00になるように調節されている。
千秋楽は17:00頃に「これより三役」の揃い踏みが行われ、弓取式後に幕内最高優勝の表彰式（11月場所は年間最多勝表彰も、場所によっては先立って優勝決定戦）が行われる。これに合わせるため、各段の取組進行や土俵入りの時間が他の日よりも30分ほど繰り上がる。

## 会場について

### 会場前（会場外）の御免札

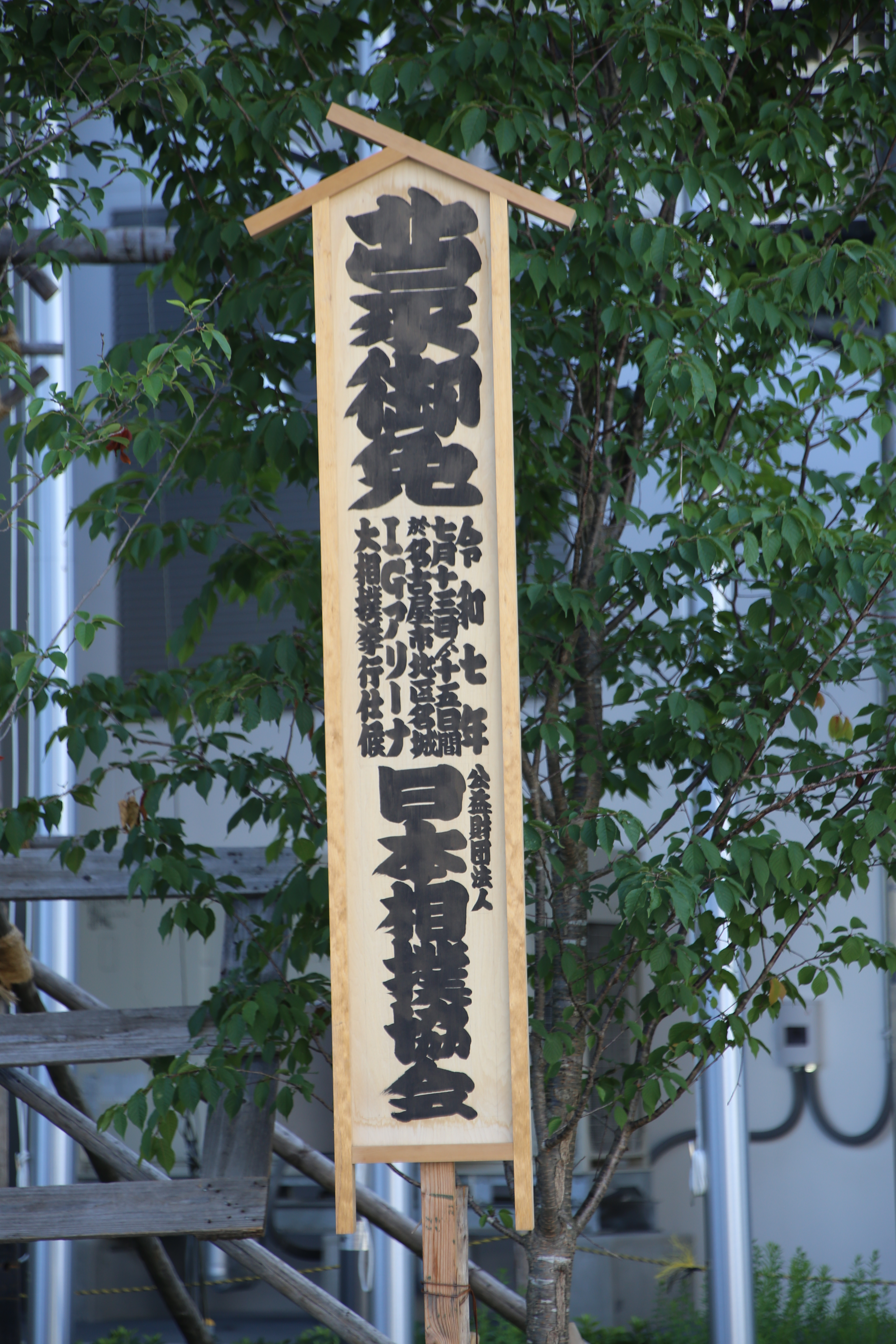
令和七年七月場所（名古屋場所）の御免札

大相撲の本場所の会場の前には、「御免札」が掲げられる。これには番付の中央上部に書かれている「蒙御免」とその下に開催年月日と開催場所（「○○（元号）○年○月○日ゟ十五日間於○○○大相撲挙行仕候」の形式）、最も下に「公益財団法人日本相撲協会」の文字が書かれ、江戸時代の勧進相撲で寺社奉行の許可を得たことの名残である。

### 会場内
大相撲の本場所の会場内には、まず中央に土俵があり、観客席は土俵を取り囲むように多数並んでいる。観客席は土俵に近い順に、溜席（砂かぶり）、桝席（桟敷席）、椅子席と呼ばれるタイプがある。国技館の観客席は、大相撲の本場所が行われるときに席を迫り出して使う収納式の席となっているが、これに対し、地方場所の観客席は、鉄パイプによる仮設席となっている。土俵に繋がる向正面寄りの東西の2本の通路を花道と呼び、そこから力士・行司・呼出・勝負審判などが出入りする。東西それぞれの花道の奥の部屋は支度部屋と呼ばれ、力士たちはそこで土俵入りや取組の準備をし、また取組を終えた力士がそこの風呂・シャワーで土や砂などを洗い流す。会場には行司・呼出・床山のための控室も設けられており、それぞれ行司部屋・呼出部屋・床山室と呼ばれる。またインタビュールームも設けられており、金星を挙げた力士や、大関を倒した平幕力士（銀星）、三賞を得た力士、勝ち越した幕内下位の力士、各段優勝力士などが呼ばれる。

#### 電光掲示板について
大相撲の本場所における電光掲示板は、上下2段に四股名が入る欄があり、その上下に赤いランプがある。奇数日には上段に東方力士、下段に西方力士が、偶数日には逆に上段に西方力士、下段に東方力士が書かれる。電光掲示板には十両と幕内（中入後）（以前は幕下上位五番も）の取組が書かれ、最も左側には十両以上の休場力士の四股名が表示される。また近年では右側に決まり手も表示されるようになった。
本場所の進行に伴う電光掲示板の表示の変化としては、十両最初の一番から赤いランプの点灯が始まり、これから取組を行う両力士の赤いランプが同時に点灯する。勝負が決まると、行司が勝ち名乗りの声を上げると共に、この取組の勝者の赤いランプが点灯したまま残り、敗者の赤いランプが消灯し、次の取組を行う両力士の赤いランプが同時に点灯する。十両最後の一番の終了時は敗者の赤いランプが消灯するだけとなり、ここから幕内土俵入り・横綱土俵入り・中入りを挟んで、幕内最初の取組を行う両力士が土俵に上がるときにその両力士の赤いランプが同時に点灯する。そして結びの一番の終了時も、敗者の赤いランプが消灯するだけとなる。
電光掲示板の四股名等の文字を書くのは行司の仕事であり、手書きで書かれる。また電光掲示板を操作するのは世話人の仕事である。

## かつて使われていた会場
- 東京 - 蔵前国技館（1950年～1984年　1954年落成するまでは仮設国技館だった）
- 大阪 - 大阪国技館、（旧）大阪市中央体育館（1986年に、大阪府立体育会館の全面改修工事のために1度だけ開催された）
- 名古屋 - 名古屋市金山体育館（1958年～1964年）[注釈 3]、愛知県体育館（1965年〜2024年[注釈 4]）
- 福岡 - 福岡スポーツセンター（1957年～1973年）、九州電力記念体育館（1974年～1980年）[8]

1909年6月場所以前は回向院での晴天時興行の形を取っており、雨天中止となった場合その後2日続けて晴天とならなければ開始できない規則となっていた。
戦前は戦時戦後の一時期を除き旧両国国技館が使われ、1927年から1932年までの地方本場所は大阪市・京都市・名古屋市・福岡市・広島市で開催の実績がある。第二次世界大戦中には軍による接収、空襲による被災、そして戦後アメリカ軍による接収で国技館が使用できずに後楽園球場（番付上の表記は「小石川後樂園球場」）や神宮外苑相撲場等で晴天時限定で開催、その後仮設国技館（当時の表記は「假設國技館」）時代を経て蔵前仮設国技館へと本場所開催地を移した。

## 場所ごとの逸話など

### 1月場所（初場所）
- 古くは1月場所は「春場所」と呼ばれた。1953年に大阪場所が出来て年4場所制となった時には1月場所は「初場所」か「春場所」かで協会発表に混乱があり、騒動になった。後で当時責任者だった年寄楯山（元幡瀬川）の明かしたところでは、マスコミを利用した話題づくりだった。
- この場所で大関や横綱への昇進を果たした力士は多く、「祝儀場所」の異名もある。
- 中日8日目は天覧相撲になることが多い。特に平成31年初場所8日目における平成最後の天覧相撲において明仁天皇、美智子皇后（いずれも当時）が退席するときに、自然発生的に観衆による万歳が行われた。
- 1989年の初場所（=平成最初の場所）は1月8日（日曜日）に初日の予定であったが、昭和天皇の崩御の関係で翌日の1月9日（月曜日）に変更。初日が日曜日以外の曜日に行われたのは戦後の15日制復活後、初めてのことであった。
- マーガレットコミックス『ベルサイユのばら第13巻』（集英社）が2017年初場所の懸賞として掲出し、話題となった。
- 2016年の琴奨菊から2021年の大栄翔まで6年連続で初優勝が続いていた。2022年は優勝経験のある御嶽海が優勝し、初優勝が続いたのは6年で止まった。

名勝負
- 1933年8日目 関脇沖ツ海 - 別席男女ノ川

前年の春秋園事件で協会を脱退した力士の多くがこの場所に帰参してきたため、協会は通常の番付とは別に帰参力士のために「別席」の枠を設けたが、そのうちの一人である男女ノ川が横綱玉錦や大関武蔵山を破りただ一人全勝の快進撃。8日目に対戦した沖ツ海は付け人に「今日は戸板を持って迎えに来い」と命じるなど相当の覚悟で臨んだが、男女ノ川はそれを退け、そのまま11戦全勝で初優勝。
- 1939年4日目 横綱双葉山 - 前頭4枚目安藝ノ海

入幕2場所目の新鋭安藝ノ海が双葉山を外掛けで下し、双葉山の連勝が69で止まった。
- 1960年12日目 小結柏戸 - 前頭13枚目大鵬

新入幕で連勝する大鵬に、小結柏戸が「止め男」として当てられた柏鵬初顔合わせ。後の柏鵬戦とは逆に攻めまくる大鵬を、柏戸が逆転の出し投げで下した。
- 1964年千秋楽 関脇大豪 - 前頭13枚目清國

入幕2場所目の清國が14日目を終えて大鵬と共に14戦全勝の快進撃。同期の大鵬との優勝決定戦の期待がかかる中で千秋楽に大豪と対戦するも敗れ、結びで大鵬が柏戸に勝ったため優勝はならなかった。この場所綱取りがかかった大関栃ノ海は13勝2敗で優勝次点にもならなかったが、場所後に49代横綱に推挙された。
- 1965年初日 横綱大鵬 - 小結玉乃島

この場所から「部屋別総当たり制」が導入され、その初日の結びに同じ一門の大鵬と新小結玉乃島が初めて対戦し、玉乃島が内掛けで大鵬を破る波乱の幕開けとなった。
- 1971年千秋楽 横綱玉の海 - 横綱大鵬（優勝決定戦）

3場所連続で全勝で千秋楽を迎え、この場所こそ全勝優勝を目指した玉の海を大鵬が寄り切りで破り1敗で並ぶと、優勝決定戦では水入りの熱戦の末、再び大鵬が寄り切り、最後となる32回目の優勝。一方全勝どころか優勝を逃した玉の海は、その日の深夜に神宮外苑でランニングしているところを、部屋の打ち上げから帰宅途中の小結貴ノ花が目撃し、横綱の姿を見て自身の不甲斐なさを反省した。
- 1972年8日目 横綱北の富士 - 関脇貴ノ花

北の富士の外掛けを貴ノ花が爪先立ちで弓なりの体勢でうっちゃりを狙い、北の富士の右手が先についた。行司軍配は貴ノ花に上がったが、物言いの結果北の富士の右手は「かばい手」とみなされ、軍配差し違えで北の富士の勝ちとなった。貴ノ花の勝ちを主張した25代木村庄之助は責任を取り退職。
- 1972年千秋楽 前頭5枚目栃東 - 大関清國

この場所絶対本命と目された北の富士が不振で14日目に休場。14日目を終え3人が4敗でトップに並ぶ混戦で千秋楽を迎えるも、4敗だった福の花と琴櫻が相次いで敗れ、結びで栃東が敗れると8人が5敗で並ぶ異常事態だったが、栃東は上手出し投げで清國を破り、15日制になってから最低となる11勝4敗の成績で幕内優勝を飾った。
- 1981年千秋楽 横綱北の湖 - 関脇千代の富士（優勝決定戦）

ウルフフィーバーの巻き起こった場所。14連勝の千代の富士を1敗で追う北の湖が吊り出しに破って決定戦に持ち込んだが、この時北の湖の左足首が悪いのを見破った千代の富士が上手出し投げで決定戦を制し初優勝。大関昇進も果たす。なおこの一番の瞬間最高視聴率は大相撲中継史上最高であり、2024年現在でも破られていない。
- 2015年13日目 横綱白鵬 - 大関稀勢の里

この前の取り組みで、日馬富士が敗れ、白鵬がこの取り組みに勝てば、大相撲の日本新記録となる33回の優勝が決まる一番だったが、本割では両者同体となり、物言い・協議の上取り直し。その取り直しで白鵬が勝ち、日本新記録の33回優勝が決定した。白鵬はこの場所を15連勝の全勝で、新記録達成に花を添えた。
- 2022年7日目 前頭14枚目琴ノ若 - 前頭18枚目王鵬

昭和の元横綱の孫同士で、平成の元関脇の息子同士でもある3世力士同士が初めて幕内で対戦した一番。琴ノ若（後の大関・琴櫻）が勝利した。

### 3月場所（春場所）
- 呼称については1月場所も参照。
  - 地元大阪を中心にほかの地方場所と同じく「大阪場所」の名称を使用することもあり、中継を行うメディアにおいてはAbemaTVが「大阪場所」を主に名称に使っている。
- 1973年に中学生力士が禁止されて以降、中学卒業見込みの入門者が多い関係で6場所の中で最も初土俵を踏む新弟子が多く、「就職場所」の異名がある[9]。平成以降では1992年の151人が最多、2000年代に入ってからは100人を超えない年が続いている。
- 「荒れる春場所」と呼ばれ[10][11]、番付上位が負けるいわゆる波乱の結果が多いとされる。
- もともと大阪には大坂相撲の歴史があって相撲人気の根強い土地であり、毎年大いに盛り上がる場所である。
- 3代目朝潮がこの場所で強く1956年から3連覇するなど通算5回の優勝のうち4回を大阪で達成、「大阪太郎」と呼ばれた。他に北勝海が通算8回優勝のうち4回が大阪での優勝。
- 初の女性大阪府知事となった太田房江が在任中に幾度となく「大阪府知事賞の贈呈を自らの手で贈りたい」と土俵上は女人禁制と決めている協会と悶着を起こし、ファンや国民の間で議論を呼んだ。
- 2011年の開催は、力士の八百長メール問題の外部委員会調査に時間がかかることと世論動向から、2011年2月6日に中止を発表。不祥事による初の開催中止となった[12][13]。
- 2014年は場所期間中に、大阪市長選挙が執行された（告示が初日、投票日が千秋楽と同じ）ため、「もう一つの春場所」とも言われ、（優勝力士に贈られる）市長賞が職務代行者によって贈られた。
- 2020年の開催は、新型コロナウイルスの感染拡大防止のため無観客で開催。本場所が一般公開されないのは戦時中に傷病軍人を招待して開かれた1945年6月の夏場所以来75年ぶりで、観客を一切入れない興業は初（テレビ中継があったので「完全非公開」ではない）。
- 2021年の開催は、新型コロナウイルス感染拡大防止のため、大人数での移動を避けるため、大阪での開催を取りやめ、特別に東京の両国国技館での開催となった。

名勝負
- 1960年千秋楽 横綱栃錦 - 横綱若乃花

史上初めて、全勝力士同士が千秋楽結びの一番で優勝を争う形になった。栃錦が無理にまわしをきりにいったところを若乃花が一気に寄り、自身初の全勝優勝。栃若最後の一番にもなった。
- 1967年14日目 大関北の冨士 - 横綱佐田の山

九重親方が北の冨士らを連れて出羽海部屋から独立し、出羽一門を破門されて迎えた最初の場所で、ここまで1敗の北の冨士が部屋の先輩だった佐田の山と初対戦。取り直しの末勝利した北の冨士は千秋楽も柏戸を破り初優勝、大鵬の7連覇を阻止した。
- 1968年4日目 横綱佐田の山 - 前頭4枚目高見山

ハワイ出身で入幕2場所目の高見山がここまで2連覇中の佐田の山を突き出しで破り初金星。佐田の山はこの2日後に突然現役を引退。
- 1969年2日目 横綱大鵬 - 前頭筆頭戸田

45連勝中だった大鵬を新鋭戸田が破り大金星を挙げるが、実際は戸田の右足が先に土俵を割っていた。この一番は「世紀の大誤審」と呼ばれ、のちに勝負判定にビデオを導入するきっかけとなった。
- 1975年千秋楽 横綱北の湖 - 大関貴ノ花（優勝決定戦）

本割で北の湖に敗れた貴ノ花が、決定戦では寄り切りで北の湖を破り初優勝。この時期の北の湖は優勝決定戦に弱く、同年の秋場所でも貴ノ花に敗れ、決定戦4連敗となった、
- 1978年7日目 大関旭國 - 前頭4枚目魁傑

水入り10分後、結びの一番の後に取り直しを行い、計11分に渡る熱戦の末魁傑が掬い投げで勝利。打ち出しは18時20分。魁傑は前日にも大関若三杉と水入りの一番を取っている。
- 2017年千秋楽 横綱稀勢の里 - 大関照ノ富士

稀勢の里が新横綱として迎えたこの場所。13日目に日馬富士戦に敗れて初黒星を喫した際に肩を負傷し、傷めながらも本割と優勝決定戦で照ノ富士に連勝し、逆転で連覇を果たした。

### 5月場所（夏場所）
- 1946年の夏場所は戦争によって被災した国技館の修理が工事の遅延によって完了しなかったため、戦後初の開催中止となった（番付は発表されなかった）[12][13]。
- 2001年、首相就任直後の小泉純一郎が内閣総理大臣杯の授与を行い前日の負傷を押して出場し22回目の幕内最高優勝を勝ち取った横綱貴乃花に対して「痛みに耐えてよく頑張った! 感動したっ! おめでとう!」との賛辞を送った。小泉の「感動したっ!」は流行語ともなった[14]。なおこの負傷が原因となり、貴乃花はこの優勝を最後として2003年に現役を引退し、貴乃花親方を経て2018年に日本相撲協会を退職した。
- 2011年は前場所の開催中止に引き続き八百長問題の影響で、通常の興行としてではなく技量審査場所として開催された（成績は正式記録として残る）。この場所は無料公開され、NHKはこの場所の生中継を行わず、総合テレビと衛星放送でのダイジェスト放送も行わない（ニュースでの報道は行う）[15]。優勝額もなし。一方でニコニコ生放送・ひかりTV等のネット配信で、前相撲から結びの一番まで完全生放送が行われた（詳しくは技量審査場所を参照）[16]。
- 2012年は、関脇鶴竜の大関昇進で1横綱6大関時代と話題になったが、前頭7枚目の旭天鵬が同4枚目栃煌山との史上初の平幕同士の優勝決定戦を制すると同時に初優勝の最年長記録を更新した。
- 令和最初の大相撲開催となった2019年は千秋楽に国賓として来日していたアメリカ合衆国大統領のドナルド・トランプが国技館に来場し、メラニア・トランプ夫人や安倍晋三内閣総理大臣、安倍昭恵夫人と共に相撲を観戦。幕内優勝力士となった朝乃山に特別杯「アメリカ合衆国大統領杯」を贈呈した[17]。なお、この大統領杯は来年以降も夏場所の幕内最高優勝力士に贈呈する予定となっている[18]。
- 2020年は、新型コロナウイルスの感染拡大防止のため当初は日程を2週間遅らせることとして、その日程で番付も発表されたが、その後緊急事態宣言の延長を受けて開催中止を決定[19]。本場所の中止は1946年（昭和21年）夏場所、2011年（平成23年）春場所に続き3回目[20]。

名勝負
- 1936年9日目 横綱玉錦 - 関脇双葉山

ともに全勝で迎えたこの一番で双葉山は寄り倒しで玉錦に初勝利。双葉山はこの場所を11戦全勝で初優勝しその後5連覇を達成、この一番は覇者交代の一番と言われた。
- 1938年千秋楽 横綱双葉山 - 横綱玉錦

ここまで65連勝中の双葉山に対し玉錦が執念を見せ水入りの熱戦となるが、最後は双葉山が寄り倒した。玉錦はこの年の12月に急逝し、これが現役最後の一番となった。
- 1940年11日目 横綱双葉山 - 関脇五ツ嶋

この日とったりで敗れ4敗目を喫した双葉山は取組後に「信念の歯車が狂った」と発言し引退を示唆、その後引退は撤回したものの翌日より休場した。一方前場所に続き双葉山を破った五ツ嶋はこの場所、優勝した安藝ノ海に次ぐ13勝を挙げ、場所後に安藝ノ海と共に大関に昇進したのだが…
- 1941年千秋楽 大関五ツ嶋 - 関脇照國

新大関で迎えた前場所を両膝の故障で途中休場し、いきなり角番を迎えた五ツ嶋は9日目まで2敗も10日目から5連敗で7勝7敗となり、千秋楽に照國と対戦。寄り切りで勝った照國が入幕5場所で当時の最年少記録となる大関昇進を決めたのに対し、五ツ嶋は史上最短となる在位2場所で大関から陥落すると、翌場所も全休し、そのまま廃業してしまった。
- 1942年14日目 横綱双葉山 - 大関照國

当時東西対抗戦が行われていた中、前の場所に出羽一門中心の陣営の総帥・横綱男女ノ川が引退し、戦力の均衡を図るためもう片方の方屋である双葉山中心の陣営から照國が移籍。初顔合わせとなったこの日の対戦で照國は下手投げで双葉山を破り、優勝は逃したものの13勝を挙げた照國は双葉山からの1勝が決め手となり、大関在位2場所で場所後横綱に昇進。
- 1947年千秋楽 横綱羽黒山 - 大関前田山（優勝決定戦）

接収中の両国国技館が使えなくなり、明治神宮外苑での晴天10日間興行は4人が9勝1敗で並び、人気回復策として優勝決定戦が初めて実施された。トーナメントで行われた決定戦は力道山を下した羽黒山と東富士を破った前田山が決勝で対戦し、羽黒山が勝って3連覇を達成した。
- 1961年4日目 十両筆頭清ノ森 - 前頭13枚目佐田の山

入幕3場所目で初優勝を飾った佐田の山だが、4日目にこの場所十両優勝の清ノ森に敗れており、十両に負けた力士が幕内優勝という珍しい例となった。
- 1971年5日目 小結貴ノ花 - 横綱大鵬

貴ノ花に寄り倒された大鵬はこの一番を最後に現役を引退した。
- 1975年8日目 小結麒麟児 - 前頭筆頭富士櫻

天覧相撲に組まれたこの一番で、両者は27秒に渡り計54発の突っ張り合いを展開した。
- 1986年8日目 大関北尾 - 関脇小錦

取り直しの一番で当時約150キロの北尾が全体重を預けて小錦を鯖折りで下す。小錦は自らの230キロの体重も加わって右膝を痛め、その後の力士人生に大きく影を落とす重傷となった。
- 1988年初日 前頭7枚目霧島 - 前頭8枚目水戸泉

いずれもうっちゃりで3度も取り直しとなり、最後は水戸泉がまたもうっちゃりを狙う霧島を寄り倒し、4回目で決着が付いた。
- 1991年初日 前頭筆頭貴花田 - 横綱千代の富士

1980年代、昭和最後の大横綱・千代の富士と後に貴乃花として平成の名横綱になる貴花田の初顔合わせの一番。この一番で、千代の富士は寄り切られて完敗。貴花田は初金星を獲得。一方、千代の富士は2日後に現役引退。力士の世代交代の時を世間に知らしめた一番となった。
- 2001年千秋楽 横綱貴乃花 - 横綱武蔵丸（優勝決定戦）

上述のとおり、強行出場して22回目の優勝をもぎ取った一番。本割では武蔵丸にあっけなく敗れたものの、決定戦では最後の力を振り絞って右四つからの上手投げで武蔵丸を投げ飛ばした。

### 7月場所（名古屋場所）

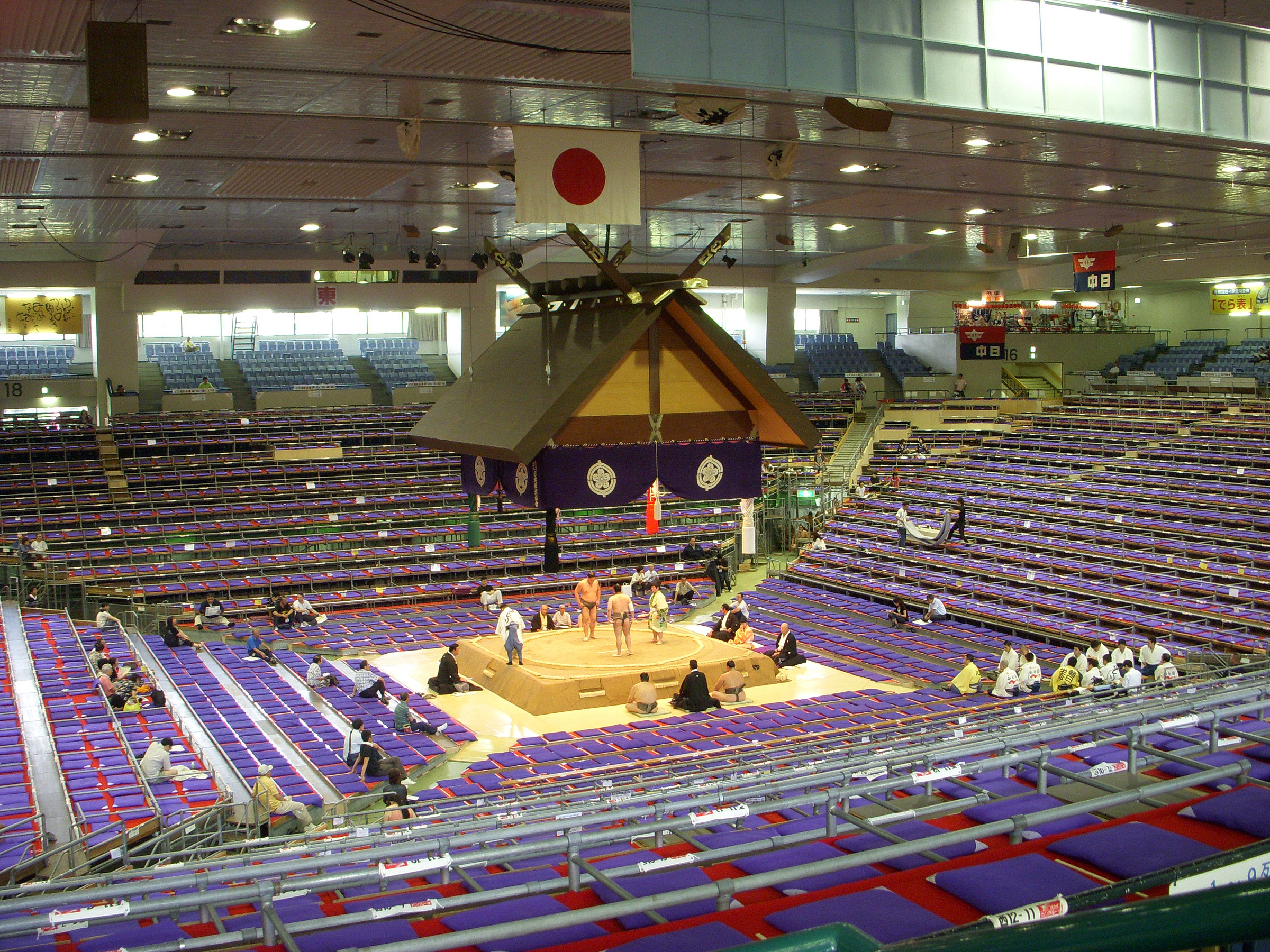
平成21年大相撲名古屋場所開催中の模様。画面右上に中日新聞社社旗が見える。午前中の撮影につき観客はまばらである。（撮影日2009.07.14）

- 本場所となったのは1958年で、6場所の中では一番後である。
- 日本相撲協会と中日新聞社の共催となっている。九州場所が相撲協会の完全自主興行に移行した1974年以降（後述）、相撲協会以外の団体が本場所の主催元になっているのは名古屋場所だけである。中日新聞社関連では以下の特記事項がある。
  - 場所中、会場内には中日新聞社の社旗が掲げられる。
  - 毎年3月中旬頃から中日新聞社（北陸本社（北陸中日新聞）・東京本社（東京新聞）・東海本社・福井支社（日刊県民福井・編集自体は北陸本社で行っている）を含む）で桝席の販売が行われている。
  - 場所中、毎日必ず1本は中日新聞社が懸賞を出す。懸賞を出した取組は当日の中日新聞（北陸中日新聞・日刊県民福井・東京新聞を含む）のスポーツ欄及び中日スポーツ（東京中日スポーツを含む）の大相撲欄で「本日の好取組」として展開予想が掲載される。
  - 本場所を共催している縁もあってか、1987年以降、加藤巳一郎、大島宏彦、大島寅夫と歴代の中日新聞社社長が横綱審議委員会の委員を務めている。
  - 関係会社の中部日本放送→CBCテレビで直前に「大相撲名古屋場所前夜祭」を開催していた。但し、九州場所前夜祭（後述）と違い、自局の施設であるCBCホールで行っていた。2024年現在はCBCテレビのスタジオにて同名の特別番組を制作しており、東海地方向け地上波並びに在京キー局5社共同運営の動画配信サービス「TVer」にて放送・配信されている[21][22]。
  - 関係会社でもある中日ドラゴンズは球団創設80周年にあたる2016年にプロ野球チームとしては初となる懸賞を提供した[23]。「80」に因み中入り後の8番目の取組に懸賞が掛けられている。
- 「荒れる名古屋」で知られる。夏場の開催となって、とりわけ気温が高いことで知られる名古屋ということもあり、「熱帯場所」、「南国場所」の異名をとるほどの暑さのため（金山体育館時代は場内に冷房がなく、環境が劣悪だった）体調管理が難しいことから調子を落とす上位力士も多いのが、その要因と言われている[24]。生涯ただ一度の優勝をこの場所で果たした力士も多い。
- かつては場所後の夏巡業の日程を確保するために6月下旬から始まったこともあった。
  - また、同様の理由で、1960年代後半から1990年代までは第2日曜日になることのない7月1日～7日（即ち、必ず第1日曜日）から始まっていた。2000年代以降は概ね他の場所と同じ第2日曜日から始まっている[注釈 5]。
- 夏巡業を控えていることも有って、かつては名古屋場所では夏巡業の目玉となる新横綱を確保するために、やや甘い基準で名古屋場所で横綱昇進を果たす力士が少なからず存在した。しかし双羽黒が廃業騒動を起こすと横綱昇進の基準が厳格化。1993年7月場所の貴乃花、1994年7月場所の武蔵丸、2006年7月場所の白鵬などは、双羽黒廃業騒動以前の基準なら、場所後に横綱昇進を果たしていた可能性がある[24]。
- 1923年の関東大震災による東京の国技館焼失のため、翌年の1月場所が名古屋市内の仮設国技館で行われた。また、昭和初年の年4場所時代にも名古屋での本場所興行が行われた。
- 1972年に高見山大五郎が外国人力士として初めての優勝を遂げた。
- 2010年は大相撲野球賭博問題の為NHKの生中継が中止となり（ダイジェスト版のみ放送）、協会が外部からの表彰を辞退した為表彰式は優勝旗と賞状のみとなった。
- 2020年は新型コロナウイルスの感染拡大防止のため、大人数での移動を避けるため、名古屋での開催を取りやめ、特別に東京の両国国技館での開催となった[19][20]。初日は従来より2週間遅い7月19日で、千秋楽は8月2日となり、1965年7月場所以来に本場所が月をまたぐこととなった。当初無観客での開催を予定していたものの、観客を入れてのイベント制限が緩和されたことで2500人程度の観客を入れて開催が行われている。主催については、通常通り中日新聞社との共催で行われ[25]、報道などでも正式名の「七月場所」が使用された。
- 2021年は五輪開催に伴い第1日曜日（7月4日）が初日となった。
- 2022年は新型コロナウイルスの影響により休場者が相次ぎ、千秋楽までに全力士の3割が休場（同じ部屋の力士が陽性認定されたことに伴う者も含む）し、幕内42名中16名が休場（怪我人1名を含む）した[26]。
- 2025年7月13日より新たにIGアリーナでの開催となった。2025年7月場所の御免札には開催場所の記入場所に「IGアリーナ」と記入され、大相撲の御免札における史上初のアルファベット（ラテン文字）の採用となり、2025年6月30日に発表された番付でも同様の表記がなされた。

名勝負
- 1971年千秋楽 横綱北の富士 - 横綱玉の海

これまで3度、全勝で千秋楽を迎えながら敗れ、全勝を果たせないでいた玉の海が、ライバル北の富士を4分近い熱戦の末破って、6回目にして初の念願の全勝優勝を果たすも、これが最後の優勝となってしまった。
- 1974年千秋楽 横綱輪島 - 大関北の湖

連続優勝と横綱昇進を目指す北の湖を星一つの差で追う輪島の対戦は、本割で輪島が下手投げで勝ち2敗で並ぶと、優勝決定戦でも勝ちを急ぐ北の湖をまたも下手投げで破り逆転優勝。優勝を逃した北の湖だが場所後横綱に昇進。
- 1975年千秋楽 前頭12枚目鷲羽山 - 前頭筆頭金剛

輪島全休、貴ノ花途中休場、北の湖と魁傑も不振と、横綱大関総崩れの場所を引っ張ったのが金剛。7日目に北の湖を破ったあと「もうちょっと汗をかきたかった」と発言するなど「ホラ吹き金剛」の取組後の談話は日を追うごとにエスカレート。そして千秋楽、苦手の鷲羽山を破り平幕優勝を決めたあとの金剛の談話は「真実とは勝つことにある」であった。
- 1978年14日目 横綱北の湖 - 横綱輪島

3連覇中の北の湖と輪島がともに全勝で14日目に対戦。水入りの熱戦となった一番は体力に勝る北の湖が勝ち、これを境に輪湖時代から北の湖一強の時代へ変わっていった。
- 1989年千秋楽　横綱北勝海 - 横綱千代の富士（優勝決定戦）

史上2度目、横綱同士では初となる同部屋相星決戦。場所前に娘を亡くし、この場所は数珠を首にかけながら場所入りしていた千代の富士が、右上手投げで先輩横綱の意地を見せ28度目の優勝を果たす。
- 1993年千秋楽 横綱曙 - 大関貴ノ花 - 関脇若ノ花（優勝決定戦）

1988年春場所が初土俵の同期生3人による巴戦。横綱昇進のかかる大関・貴ノ花が結びの一番に勝って決定戦に持ち込んだが曙が連勝、横綱初優勝を決めた。場所後若ノ花は大関昇進。優勝 - 優勝同点の貴ノ花の昇進は見送られた。
- 2020年13日目 大関朝乃山 - 前頭17枚目照ノ富士

上述の通り特別に両国国技館で開催された。元大関で序二段まで陥落し、幕内に戻ってきた照ノ富士と新大関の朝乃山が対戦した一番。結果は照ノ富士が撃破し、千秋楽にも御嶽海を破って幕尻優勝を果たした。
- 2021年千秋楽 横綱白鵬 - 大関照ノ富士

前場所も優勝して完全に復活し、綱取りに挑む照ノ富士と休場明けの白鵬が全勝同士で対決した一番。結果は白鵬が勝って全勝優勝。照ノ富士は敗れて優勝を逃したが、翌9月場所に横綱昇進を果たした。結果的にこれが白鵬の現役最後の一番となった。

### 9月場所（秋場所）
- 長期に及ぶ夏巡業の後の本場所であるため、ここで大きく「化ける」力士も多い。
- 同様に夏巡業を経て再起を目指す、連続休場明けの横綱がよく登場する。
- 大阪で10月に開催された1949年秋場所、6日目まで1勝5敗と不振の横綱前田山は7日目に休場届を提出するとその日のうちに帰京し、後楽園球場で行われた巨人対シールズの日米野球を観戦。後日これが発覚し、前田山は引退に追い込まれた[27]。
- 1955年は勤務で本場所を観戦できないビジネスマンにも会社帰りに大相撲を楽しんでもらおうとの配慮から、午前10時30分から取組開始、午後5時30分に中入り、午後8時に打ち出しという「ナイター興行」で行われた。ナイター興行はビジネスマンには好評だったが、力士にとってはコンディション作りが難しく、体調を崩す力士が続出、また遠隔地向けの版に間に合わないという理由で新聞社からクレーム[注釈 6] が入り、1場所限りで取りやめとなり、2025年5月現在では、現状唯一のナイター本場所である[28]。
  - しかも、このナイター本場所の11日目において、横綱千代の山対関脇若乃花の取り組みが、史上最長となる合計17分15秒の「大相撲」となる珍事があった。本割で2回にわたり水入りの中断があり、更に力士の疲労を考えて、次の2番を先に消化してから取り直しとなり、結果引き分けとなった。このため、打ち出しは夜8時15分と最も遅いものとなった[28]。
- 2000年シドニーオリンピック開催に伴い第1日曜日（9月3日）が初日となった。
- 俳句では相撲は秋の季語。

名勝負
- 1955年11日目 横綱千代の山 - 関脇若乃花（上述）
- 1958年初日 前頭7枚目北の洋 - 横綱栃錦

黒房下に寄り立てる北の洋を栃錦が土俵際で突き落とし、行司の19代伊之助は栃錦に軍配を上げた。物言いが付き、北の洋有利の情勢の中で伊之助は栃錦の勝ちを主張し、土俵を叩いて猛抗議するも実らず、北の洋の勝ちとなった。伊之助は翌日から出場停止となり、この事件は「ヒゲの伊之助涙の抗議」と呼ばれた。
- 1963年千秋楽 横綱大鵬 - 横綱柏戸

この年の夏場所に史上初の6連覇を達成した大鵬と、初場所から怪我や病気で4場所連続休場の柏戸が共に14戦全勝で、1960年春場所の栃若以来となる全勝同士で対戦し、寄り切りで勝った柏戸が2年8ヶ月ぶりとなる涙の復活優勝を果たした。
- 1970年6日目 十両9枚目長浜 - 十両6枚目輪島[29]

学生相撲時代からのライバル同士の初対戦に、十両では異例となる懸賞金が付いた。寄り切りで勝った輪島はこの場所十両優勝。
- 1972年千秋楽 関脇貴ノ花 - 関脇輪島

ともに大関昇進を目指す両者の対戦は水入りを挟み約4分の熱戦の末輪島の勝ち。場所後両者は揃って大関に昇進。
- 1973年14日目 横綱琴櫻 - 前頭11枚目大錦

新入幕で快進撃を続ける大錦が14日目に横綱琴櫻と対戦。寄り切りで初金星を挙げた大錦はこの場所、前場所の大受に続き三賞を独占。
- 1979年7日目 横綱三重ノ海 - 大関旭國

新横綱の三重ノ海はここまで3勝3敗と不振で、負ければ途中休場も視野に入ったこの一番で、旭國に十分に組まれながら土俵際で下手投げが決まり逆転勝ち。三重ノ海はその後立ち直り11勝を挙げたが、この一番で右上腕部を痛めた旭國は、回復が遅れると分かるや10日目に引退を決断した。
- 1980年7日目 大関貴ノ花 - 前頭5枚目高見山

東土俵際で投げの打ち合いとなり、軍配は貴ノ花に上がるも、物言いの末貴ノ花のマゲが先に土俵についたとして高見山の勝ちとなった。両者の対戦はこの45回目を以て最後となった。
- 1983年千秋楽 横綱千代の富士 - 横綱隆の里

史上4度目となる全勝同士での楽日決戦は隆の里が吊り出しで勝利し、隆の里は双葉山以来となる新横綱での全勝優勝を達成した。
- 1984年11日目 前頭6枚目小錦 - 横綱隆の里
- 1984年12日目 大関若嶋津 - 前頭6枚目小錦
- 1984年13日目 前頭6枚目小錦 - 関脇大乃国
- 1984年14日目 横綱千代の富士 - 前頭6枚目小錦
- 1984年千秋楽 前頭6枚目小錦 - 大関琴風

入幕2場所目ながら得意の「プッシュ」で10日目まで8勝2敗と好調の小錦に対し、編成部は11日目に横綱隆の里と当てるが、右差しから押し出しで破り対横綱初対戦で初金星。翌12日目にはこの場所に綱取りをかける1敗の若嶋津と対戦。小錦は突っ張りをかわされ両差しに組まれるが、若嶋津が不用意に投げを打ったところを体を預けて寄り切り、この時点で前頭12枚目多賀竜がただ1人1敗でトップ。13日目は当時日本人最重量の大乃国と対戦し、右四つがっぷりから青房下に寄って出る大乃国を上手投げで逆転し2敗を死守。14日目、多賀竜が若嶋津を熱戦の末破り1敗を守ると、小錦も千代の富士を突っ張り数発で突き出し、この時点で優勝争いは多賀竜と小錦の平幕2人に絞られる。そして千秋楽、横綱大関を次々と撃破した「小錦旋風」に対する上位陣最後の砦として登場した琴風は小錦を左四つに組み止めるも攻めきれず2分を超える大相撲となるが、小錦が出るところを琴風が左からの掬い投げで破り、蔵前国技館最後の優勝は多賀竜に決まった。

### 11月場所（九州場所）
- 東西合併以降1930年に九州地方初の本場所が行われており、以降太平洋戦争が激化するまで九州場所は行われていた。1955年から2年間は準場所として施行され、1957年から本場所に昇格した[30]。昇格した年から4年連続で大関以下が優勝、「横綱が優勝できない場所」と言われたが1961年に大鵬が優勝してようやくそのジンクスが破られた。その大鵬は32回の優勝の内7回を九州場所で果たしており、大鵬にとって九州場所が最も験の良い場所となった[30]。
- 福岡スポーツセンターで開催されていた1973年までは同名の運営会社（西鉄グループ）との共催だったが、1974年から日本相撲協会単独主催の自主興行となり、同時に九電記念体育館に移った。
- 1970年代前半に九州場所は存亡の危機に立たされたが、西鉄ライオンズの身売り騒動に危機感を覚えた田口一幸の国民的なスポーツを九州に残したいという気持ちからなる奔走によって、九州場所は継続に至った[31]。
- 千代の富士の1981年から1988年までの8連覇は同一場所連続優勝の最多記録。
- 地方で行われる本場所の中でも、最も地元出身力士への声援が大きい。毎年初日の数日前に、相撲協会とNHK福岡放送局の共催で前夜祭が開かれ九州出身力士が紹介される。とりわけ魁皇が現役力士だった頃には福岡県直方市出身ということもあって大きな声援が飛び、相撲の観客からは珍しい「魁皇コール｣が場内から起こるほどであった。これは相手力士には相当なプレッシャーであり、魁皇はこの場所だと好調ではあったが、遂に九州場所で幕内最高優勝を果たすことなく引退した。その後は福岡県柳川市出身の琴奨菊が大関に昇進、魁皇人気を引き継いだ。「九州出身力士による九州場所優勝」は地元の悲願であるが、1967年の佐田の山以来成し遂げられていない。
- 2008年からは観客の座布団投げを、危険行為とみなして厳しく取り締まることになり、マス席の座布団はこれまでの1人用の正方形4枚から2人用（縦1メートル25、横50センチ）の座布団2枚に変更しさらに2枚をひもで結んでつなげた形に変わった。これにより、1人でも座布団に座っていれば座布団を投げられない仕組みになった。しかし重さが2枚計4.8キロとなって投げられた場合の危険性が増したということで、同場所以降、座布団投げが確認された場合は警察へ110番通報するという非常に厳しい措置（警察沙汰）がとられた。
- なるほど・ザ・ワールド（フジテレビ）が2005年九州場所の懸賞として提出され、同年12月28日放送の『年末の祭典スペシャル』で視聴者プレゼントした（この九州場所ではネット局であるテレビ西日本との共同で懸賞幕を製作した）。
- コンサートで来日した元ビートルズのポール・マッカートニーが2013年九州場所を観戦した。この場所に登場したポールの懸賞が話題になった[32]。
- 週刊少年ジャンプ（集英社）が2014年九州場所の懸賞として掲出され、話題となった[33]。
- 九州場所が開催される「福岡国際センター」は、地方3本場所の中でもチケットが売れ残る状態が長く続いていたが、2017年（平成29年）の場所で久しぶりに前売りが完売。
- 集客が悪い状態が長年続いており、「不入の場所」とよく言われており満員御礼の連続記録が途切れるのも九州場所が多い[34]。主な原因として九州には相撲茶屋が無く、チケット手配は「大相撲売店」と呼ばれる商店とプレイガイド委託による販売が主でありそれに伴う大手の顧客、贔屓筋が無いのも要因である。[独自研究?]時期的にも一年の締めくくりであるがゆえにこの一年の相撲人気、または優勝争いの行方が売上に直接影響する場所でもあった[35]。しかし、2024年は28年ぶりに全日程札止めを記録している[36]。
- 2020年は新型コロナウイルス感染拡大防止のため、大人数での移動を避けるため、福岡での開催を取りやめ、特別に東京の両国国技館での開催となり、マスコミ報道などでの通称も正式名称と同じ「十一月場所」が使用された。

名勝負
- 1945年千秋楽 前頭10枚目千代ノ山 - 前頭17枚目大ノ海

終戦後、GHQによって接収されていた両国国技館にて晴天10日間興行で行われたこの場所で、新入幕の千代ノ山は9日目を終えて横綱羽黒山と共に全勝。千秋楽、千代ノ山は大ノ海を破り10戦全勝としたが、当時は優勝決定戦がなく、最高成績者が2名以上出た場合は番付上位の力士が優勝という制度だったため、結びで安藝ノ海を下した羽黒山が優勝となった。
- 1959年千秋楽 大関若羽黒 - 大関琴ヶ濱

この場所で引退する「ひげの伊之助」がスカウトした若羽黒が新大関のこの場所で初優勝を果たし、優勝を決めたこの一番で伊之助は震える手で若羽黒に勝ち名乗りを挙げた。
- 1959年千秋楽 横綱若乃花 - 横綱栃錦
- 1969年千秋楽 大関玉乃島 - 大関北の富士

一年納めの九州場所千秋楽結びの一番が、年間最多勝の決定戦となった例。それぞれ栃錦77勝、北の富士63勝で最多勝を獲得。なお、どちらも同場所の優勝に直接かかわる相撲ではなかった。
他に九州場所千秋楽まで年間最多勝を争った例として1967年の横綱柏戸がおり、横綱大鵬が同年九州場所終盤を3休したためもあるが千秋楽に前頭5枚目福の花に勝って70勝20敗、70勝6敗14休の大鵬と年6場所以降はじめての最多勝同点となった。なお柏戸は12日目にこの場所優勝の横綱佐田の山にも勝っており、この勝敗が逆であったら佐田の山（この年69勝）が大鵬と同点になっているところだった。
- 1981年千秋楽 小結朝汐 - 横綱千代の富士（優勝決定戦）

新横綱で迎えた前場所を途中休場した千代の富士はこの決定戦で朝汐を下し涙の横綱初優勝。千代の富士が同じ年に関脇・大関・横綱の3つの地位で優勝という快挙を達成した一方、朝汐はその後も優勝決定戦に勝てず、3戦全敗に終わった。
- 1988年千秋楽 横綱千代の富士 - 横綱大乃国

千代の富士の53連勝を、久しく脇役に甘んじていた大乃国が止めた一番。千代の富士はこれに勝っていれば54連勝、翌初場所で双葉山の成した69連勝への挑戦権を得られるはずだった。大乃国はこの一番のために千代の富士の相撲をビデオで研究し尽くしたという。結果的にこれが昭和最後の一番にもなった。
- 1995年千秋楽（優勝決定戦） 横綱貴乃花 - 大関若乃花

当時一大ブームを起こしていた、元大関・貴ノ花の長男・若乃花と次男・貴乃花の花田兄弟による最初で最後の対決。同門（二子山部屋）のため本割での取り組みは組まれないため優勝決定戦ではあるが、唯一本場所の土俵での2人の対戦が実現した。取り組みは若乃花が貴乃花を下し、2度目の優勝を飾った。ちなみに貴乃花はのちに同門の貴ノ浪との2度の優勝決定戦にも敗れ、同門の優勝決定戦には勝利していない。
- 1998年13日目 横綱貴乃花 - 前頭12枚目琴錦

前日に横綱若乃花に敗れたもののこの場所の初日から11連勝と好調の琴錦と貴乃花の対戦。結果は琴錦の完勝で金星獲得。この大金星がきっかけとなり琴錦は自身2度目の平幕優勝を果たした。
- 2010年2日目 横綱白鵬 - 前頭筆頭稀勢の里

白鵬の63連勝を稀勢の里が止めた一番。白鵬はこれに勝っていれば64連勝、この場所の7日目で双葉山の成した69連勝への挑戦権を得られるはずだった。前場所まで4場所連続で全勝優勝をしていた白鵬が敗れるといった大一番であるが、上述の理由で座布団は1枚も飛ばなかった。

## 準場所
年6場所制が定着する前には、本場所の間の時期を利用して、本場所が開催されない土地で興行をすることがあった。
その頃は、巡業も一門ごとに別の土地を回るのが普通だったので、全力士が集合して行われる興行は、準場所と呼ばれ、1959年10月大阪準場所までは持ち給金の加算も行われた（番付の昇降には関係しない）。
15日間興行が多く、北海道では8日興行となっていた。1940年代には、満洲で、3箇所5日間ずつ開催で15日興行としたこともあった。

## 観戦マナーについて
一般に、大相撲の本場所観戦では、集団で一方の力士の名をコールすること、力士の体に触れること、出待ち力士にサインや握手を求めること、取組中にみだりに席を離れること、座布団はもちろん物を投げること、他の観客の観戦の邪魔になるものを身に着けることが禁止されている。